# Битва при Туртуре
Битва при Туртуре (фр. Bataille de Tourtour) — происшедшее в 973 году сражение между объединённым войском Прованса, Дофине и Лигурии под предводительством графа Прованского Гильома I и отрядами арабов, обосновавшихся на приморской территории Прованса. Завершилась решительной победой провансальцев и изгнанием арабов из южной Франции. По итогам битвы граф Гильом получил титул «Освободителя» и «Отца Отечества» (Pater patriae).

## Предыстория
Ещё в конце IX столетия пришедшие из мусульманской Испании арабы заняли на юге Прованса, вдоль морского побережья ряд поселений, превратив их в крепости — прежде всего Фраксинет, находившийся немного выше нынешнего городка Ла-Гард-Френе. Эти укрепления мусульмане использовали как базы для периодических грабительских набегов в глубь страны, целью которых было как правило захват местного населения с дальнейшей продажей в рабство. Первоначально местные феодалы активно сопротивлялись иноземцам, однако позднее их отпор стал пассивнее.
В 973 году, однако, ситуация резко изменилась. Арабы захватили Майоля, происходившего из прованского городка Валенсоль аббата Клюнийского монастыря. Похитители потребовали за освобождение монаха значительную сумму денег, которую провансальское духовенство уплатило, и освободили Майоля. Однако затем монашество Прованса призвало население наконец освободить их землю от иноверцев-работорговцев, обратившись с этим в том числе и к графу Прованскому, Гильому I. Последний откликнулся на этот призыв и выступил в поход против арабов с армией, состоявшей не только из провансальцев, но и из уроженцев Ниццы и Дофине.

## Боевые действия
Зная, что Фраксинет является центральной базой врага, граф Гильом направил свой главный удар против этой крепости, рассчитывая в генеральном сражении разгромить его основные силы. Арабы, в свою очередь, покинули крепость, также надеясь уничтожить провансальцев в битве на открытом поле. В провансальских Альпах произошли пять небольших сражений, и все они окончились для мусульман неудачно. Тогда они собрали все свои отряды у городка Туртур для решительного сражения. В этой, шестой по счёту битве граф Гильом опять одержал победу, после чего арабы отступили в свою крепость Фраксинет.
Дав солдатам немного отдохнуть, граф Гильом повёл их на штурм вражеской крепости. Здесь на помощь к нему пришли отряды мелких феодалов лигурийского и прованского побережья, а также ополчение города Соспель. Христианские войска поднялись на склоны горного массива Мор, окружили арабов в их убежище и сначала разрушили возведённые последними укрепления вокруг крепости. После этого войска графа пошли на приступ. Мусульмане бежали из Фраксинета и попытались укрыться в покрывавших горы лесах, однако там они были выслежены преследовавшими провансальцами, убиты или пленены. Как следствие крепость Фраксинет была разрушена, а взятые в плен мавры обращены в христианство и проданы в рабство.